# Wesley, Dominica
Wesley este un oraș din Dominica.